# Джерсон Вергара
Джерсон Вергара (ісп. Jherson Vergara, нар. 26 травня 1994, Флорида) — колумбійський футболіст, що грав на позиції захисника.

## Клубна кар'єра
Народився 26 травня 1994 року в колумбійському місті Флорида. Вихованець футбольної школи клубу «Депортес Кіндіо». Не закріпившись у рідній команді, його здавали в оренду у команду «Універсітаріо Попаян», у якій провів два сезони, взявши участь у 30 матчах чемпіонату.
Своєю грою за цю команду привернув увагу представників тренерського штабу клубу «Мілан», до складу якого приєднався 2013 року. Втім, за «россонері» він так і не зіграв, натомість з 2014 по 2017 рік грав на правах оренди у складі команд «Парма», «Авелліно», «Ліворно» та «Арсенал» (Тула).
Протягом 2018—2020 років захищав кольори клубів «Кальярі» та «Ольбія», а завершив ігрову кар'єру у команді «Вібонезе», за яку виступав протягом 2021—2022 років.

## Виступи за збірні
У 2011 році у складі юнацької збірної Колумбії (U-17) зіграв усі 9 матчів під час чемпіонату Південної Америки U-17 в Еквадорі.
Протягом 2013–2016 років залучався до складу молодіжної збірної Колумбії. На молодіжному чемпіонаті Південної Америки 2013 року, який проходив в Аргентині. У змаганнях він зіграв 8 з 9 матчів і забив гол у ворота Парагваю (2:1) в останній грі натурнірі, що також зафіксувало перемогу його збірної на турнірі. Влітку 2013 року він брав участь у складі цієї збірної на турнірі в Тулоні, де зіграв усі 5 матчів і забив 2 голи, а його команда зазнала поразки у фіналі від Бразилії. У червні 2013 року його викликали на молодіжний чемпіонат світу у Туреччині, де він вийшов у стартовому складі в 4 матчах своєї національної збірної, вибувши в 1/8 фіналу від Південної Кореї по пенальті. Загалом на молодіжному рівні зіграв у 18 офіційних матчах, забив 3 голи.

## Статистика виступів

### Статистика клубних виступів
| Сезон                            | Команда                          | Чемпіонат                        | Чемпіонат | Чемпіонат | Національний кубок | Національний кубок | Національний кубок | Континентальні кубки | Континентальні кубки | Континентальні кубки | Інші змагання | Інші змагання | Інші змагання | Усього | Усього |
| Сезон                            | Команда                          | Ліга                             | Ігор      | Голів     | Ліга               | Ігор               | Голів              | Ліга                 | Ігор                 | Голів                | Ліга          | Ігор          | Голів         | Ігор   | Голів  |
| -------------------------------- | -------------------------------- | -------------------------------- | --------- | --------- | ------------------ | ------------------ | ------------------ | -------------------- | -------------------- | -------------------- | ------------- | ------------- | ------------- | ------ | ------ |
| 2011                             | «Універсітаріо Попаян»           | B                                | 11        | 0         | КК                 | 0                  | 0                  | -                    | -                    | -                    | -             | -             | -             | 11     | 0      |
| 2012                             | «Універсітаріо Попаян»           | B                                | 15        | 0         | КК                 | 5                  | 0                  | -                    | -                    | -                    | -             | -             | -             | 20     | 0      |
| січ.-чер. 2013                   | «Універсітаріо Попаян»           | B                                | 4         | 0         | КК                 | 1                  | 0                  | -                    | -                    | -                    | -             | -             | -             | 5      | 0      |
| Усього за «Універсітаріо Попаян» | Усього за «Універсітаріо Попаян» | Усього за «Універсітаріо Попаян» | 30        | 0         |                    | 6                  | 0                  |                      | -                    | -                    |               | -             | -             | 36     | 0      |
| 2013-січ. 2014                   | «Мілан»                          | A                                | 0         | 0         | КІ                 | 0                  | 0                  | ЛЧ                   | -                    | -                    | -             | -             | -             | 0      | 0      |
| січ.-черв. 2014                  | «Парма»                          | A                                | 0         | 0         | КІ                 | 0                  | 0                  | -                    | -                    | -                    | -             | -             | -             | 0      | 0      |
| 2014–15                          | «Авелліно»                       | B                                | 14+1      | 1         | КІ                 | 1                  | 0                  | -                    | -                    | -                    | -             | -             | -             | 16     | 1      |
| 2015–16                          | «Ліворно»                        | B                                | 22        | 1         | КІ                 | 0                  | 0                  | -                    | -                    | -                    | -             | -             | -             | 22     | 1      |
| 2016–17                          | «Арсенал» (Тула)                 | ПЛ                               | 18        | 0         | КР                 | 0                  | 0                  | -                    | -                    | -                    | -             | -             | -             | 18     | 0      |
| 2017–18                          | «Мілан»                          | A                                | 0         | 0         | КІ                 | 0                  | 0                  | ЛЄ                   | -                    | -                    | -             | -             | -             | 0      | 0      |
| Усього за «Мілан»                | Усього за «Мілан»                | Усього за «Мілан»                | 0         | 0         |                    | 0                  | 0                  |                      | -                    | -                    |               | -             | -             | 0      | 0      |
| 2018-січ. 2019                   | «Ольбія»                         | C                                | 3         | 0         | КІ+КІ-C            | 0+0                | 0                  | -                    | -                    | -                    | -             | -             | -             | 3      | 0      |
| січ.-черв. 2019                  | «Кальярі»                        | A                                | 0         | 0         | КІ                 | 0                  | 0                  | -                    | -                    | -                    | -             | -             | -             | 0      | 0      |
| черв. 2020                       | «Ольбія»                         | C                                | 0         | 0         | КІ+КІ-C            | 0+0                | 0                  | -                    | -                    | -                    | -             | -             | -             | 0      | 0      |
| Усього за «Ольбію»               | Усього за «Ольбію»               | Усього за «Ольбію»               | 3         | 0         |                    | 0                  | 0                  |                      | -                    | -                    |               | -             | -             | 3      | 0      |
| бер.-черв. 2021                  | «Вібонезе»                       | C                                | 7         | 0         | КІ                 | 0                  | 0                  | -                    | -                    | -                    | -             | -             | -             | 7      | 0      |
| 2021-січ. 2022                   | «Вібонезе»                       | C                                | 15        | 1         | КІ-C               | 1                  | 0                  | -                    | -                    | -                    | -             | -             | -             | 16     | 1      |
| Усього за «Вібонезе»             | Усього за «Вібонезе»             | Усього за «Вібонезе»             | 22        | 1         |                    | 1                  | 0                  |                      | -                    | -                    |               | -             | -             | 23     | 1      |
| Усього за кар'єру                | Усього за кар'єру                | Усього за кар'єру                | 105       | 3         |                    | 8                  | 0                  |                      | -                    | -                    |               | -             | -             | 113    | 3      |